# فرودگاه کمنتون ممریال
فرودگاه کمنتون ممریال (به انگلیسی: Camdenton Memorial Airport) یک فرودگاه همگانی بهره‌برداری هوایی است که یک باند فرود آسفالت دارد و طول باند آن ۱۲۱۹ متر است. این فرودگاه در کشور ایالات متحده آمریکا قرار دارد و در ارتفاع ۳۲۴ متری از سطح دریا واقع شده‌است.